# Heidrun Gerzymisch
Heidrun Gerzymisch (née le 8 mai 1944 à Gusow, Kreis Seelow) est une linguiste allemande. Elle a été de 1993 à 2009 Professeur de linguistique appliquée, option traduction et interprétation à l’Université de la Sarre en Allemagne.

## Parcours académique et professionnel
Après ses études universitaires (ponctuées par un séjour d’études à Londres et à Zaragoza) à l’Institut d’interprétation de l’Université de Heidelberg de 1964 à 1969, elle travaille comme traductrice et interprète jusqu’en 1974. De 1974 à 1976, elle est partenaire et directrice générale d’une entreprise familiale et obtient en 1976 un Bachelor of International Business Administration (B.A.) à Londres. Elle travaille ensuite de 1976 à 1981 comme traductrice et interprète indépendante agréée pour des entreprises. De 1979 à 1993, Heidrun Gerzymisch est enseignante à l’Institut de traduction et d’interprétation de l’Université de Heidelberg, avec pour principal centre d’intérêt la traduction économique. En 1986, elle soutient sa thèse de doctorat (PhD) sur la structure des informations (analyse thème/rhème) des textes économiques américains (Zur Thema-Rhema-Gliederung in amerikanischen Wirtschaftsfachtexten. Eine exemplarische Analyse) à l’Université Johannes Gutenberg de Mayence. De 1987 à 1988, elle occupe le poste de Professeur associé et de Chef du département de traduction et d’interprétation allemande à l'Institut d’études internationales de Monterey (Californie – États-Unis), puis celui de Professeur invité dans la même institution de 1990 à 1991. Elle obtient ensuite son habilitation couronnée du tout premier Venia legendi en traductologie à L’Université de Heidelberg. Elle occupe en 1993 le poste de Professeur de traduction anglaise à l’institut de traduction et d’interprétation de l’Université de Heidelberg, avant de devenir Professeur à la Faculté de linguistique appliquée - option traduction et interprétation à l’Université de la Sarre. Depuis 1994, elle est à la tête du Advanced Translation Research Centre (ATRC), un centre de recherche en traduction ayant pour principaux centres d’intérêt l’élaboration des théories, des concepts et des méthodologies en matière de traductologie. En outre, elle est membre fondatrice de l’Association allemande des sciences de la traduction et de l’interprétation (DGÜD), coéditrice du Jahrbücher Übersetzen und Dolmetschen (trad. française: Annales de traduction et d’interprétation), et promotrice d’une fondation pour la promotion des jeunes chercheurs en traduction et en interprétation. En 2008, elle est classée par la revue « Unicum Beruf (de) » parmi les dix meilleurs Professeurs d’Allemagne dans la catégorie « Geistes-, Kultur- und Gesellschaftswissenschaften » (sciences humaines, culturelles et sociales). Depuis 2010, elle est coordinatrice du programme doctoral international et interdisciplinaire dénommé « Multidimensionale Translation » (MuTra) à l’Université de la Sarre. L’objectif de cette école doctorale est la promotion des travaux de recherche nationaux et internationaux portant sur la traduction, la linguistique et les études culturelles. Elle a occupé les fonctions de vice-présidente de la Conférence Internationale Permanente d'Instituts Universitaires de Traducteurs et Interprètes (CIUTI) de 1999 à 2003, et est depuis 2003 une membre du conseil scientifique de l’International Academy for Translation and Interpreting (IATI). La linguiste allemande compte à son actif un grand nombre de publications dans les revues et les actes de conférence de renom.

## Principaux domaines de recherche
- Traductologie
- Méthodologies de la traduction et de l’interprétation
- Terminologie et traduction spécialisée
- Culture et traduction
- Analyse critique de la traduction et de l’interprétation
- Linguistique textuelle et traduction
- Domaines de recherche en traduction multidimensionnelle (MuTra) : sous-titrage, audiodescription, interprétation écrite, traduction théâtrale, etc.

## Principales publications
- 1987 : Zur Thema-Rhema-Gliederung in amerikanischen Wirtschaftsfachtexten. Eine exemplarische Analyse. Tübingen: Narr.
- 1989 : (Zusammen mit Klaus Mudersbach): "Isotopy and Translation". In: Peter W. Krawutschke (Hrsg.), Translator and Interpreter Training, 147-170, New York: SUNY (= American Translators Association Scholarly Monograph Series. Vol. III).
- 1994 : Übersetzungswissenschaftliches Propädeutikum. Tübingen: Francke.
- 1996 : Termini im Kontext: Verfahren zur Erschließung und Übersetzung der textspezifischen Bedeutung von fachlichen Ausdrücken. Tübingen: Narr.
- 1997 : „Der Leserbezug in Sigmund Freuds psychoanalytischen Schriften im Spiegel der englischen Übersetzungen“. In: Gerd Wotjak/Heide Schmidt (Hrsg.), Modelle der Translation – Models of Translation. Festschrift für Albrecht Neubert, 213-233, Frankfurt/Main: Vervuert.
- 1998 : (en collaboration avec Klaus Mudersbach): Methoden des wissenschaftlichen Übersetzens. Tübingen - Basel: Francke.
- 1999 : „Kohärenz und Übersetzung: Wissenssysteme, ihre Repräsentation und Konkretisierung in Original und Übersetzung“. In: Heidrun Gerzymisch-Arbogast/ Daniel Gile/ Juliane House/ Annely Rothkegel (édit.): Wege der Übersetzungs- und Dolmetschforschung, 77-106, Tübingen: Narr.